# Laura Redden Searing
Laura Redden Searing (ur. 1840, zm. 1923) – poetka amerykańska.

## Życiorys
Laura Redden Searing urodziła się jako Laura Catherine Redden 8 maja 1840. Była osobą niesłyszącą. Słuch straciła w wieku 11 lat. Było to spowodowane albo chorobą, którą przeszła, albo negatywnym ubocznym skutkiem stosowania leku na nią. Z tego powodu miała poważnie utrudnioną drogę do wykształcenia. Ukończyła Missouri School for the Deaf. Zmarła 8 października 1923.

## Twórczość
Laura Redden Searing, podobnie jak wiele innych autorek XIX wieku, używała męskiego pseudonimu Howard Glyndon. Jej tożsamość i płeć nie pozostawała jednak tajemnicą. Pracowała jako dziennikarka. Była korespondentką w czasie wojny secesyjnej. Pisała też poezje. Wydała między innymi tom Idyls of Battle and Poems of the Rebellion. Mimo głuchoty Laura Redden Searing biegle opanowała poetyckie rzemiosło. W 1872 jedno z miast w stanie Minnesota nazwano na cześć poetki Glyndon.